# Elke Deckerová
Elke Deckerová (* 23. února 1957) je bývalá západoněmecká atletka, sprinterka.

## Kariéra
Na přelomu 70. a 80. let 20. století patřila k evropské sprinterské špičce. Jejím největším úspěchem byl titul halové mistryně Evropy v běhu na 400 metrů v roce 1980. O dva roky později skončila na evropském halovém šampionátu v této disciplíně čtvrtá.